# Константин Парамонов
Константин Парамонов е бивш руски футболист, нападател. Той е легенда на Амкар Перм и футбола в града като цяло. Парамонов е вечен голмайстор на Амкар със 170 гола.

## Кариера
Парамонов е юноша на Звезда Перм. В продължение на 5 сезона е титуляр, но резултатността му е изключително слаба с изключение на сезон 1995, когато Константин вкарва 12 гола. През 1996 преминава в Амкар Перм, състезаващ се по това време в Руска Втора Дивизия. Парамонов вкарва 34 попадения в 42 мача и става голмайстор на лигата. През 1998 Парамонов вкарва изключителните 30 попадения за 32 мача и помага на Амкар да се класира в 1 дивизия. Въпреки по-високото ниво на първенството, Константин не спира да бележи и вкарва 23 попадения, с което става голмайстор на 1 дивизия. През 1999 е избран за футболист на годината в Пермски край. През 2003 помага на Амкар да се класира в Премиер-лигата, вкарвайки 21 попадения. Отново е избран за играч на годината в областта. Откакто отборът играе в Премиер-лигата, Парамонов често е преследван от травми, като за 5 сезона записва само 49 мача и 6 гола. Пропуска почти целият сезон 2005 поради скъсани коленни връзки, както и половината от следващия сезон. През 2007 треньорът Рашид Рахимов отстранява Парамонов от отбора поради слаба форма и до края на сезона нападателят играе за дублиращата формация на Амкар. През 2008 изиграва само 1 мач – срещу Химки в последния кръг от шампионата. След края на сезон 2008 завършва кариерата си.